# Červenica pri Sabinove
Červenica pri Sabinove je obec na Slovensku v okrese Sabinov. Žije zde 932 obyvatel.  První písemná zmínka o obci pochází z roku 1278.

## Geografie
Obec leží uprostřed Šarišského podolí v údolí řeky Torysy. Území obce, které se rozkládá v nivě, terasách a svazích pahorkatiny, má nadmořskou výšku v rozmezí 345–654 m, střed obce leží ve výšce 360 m n. m. Povrch je odlesněný. Území je tvořeno karpatským flyšovým pásmem.

## Památky

### Kaštel
V obci stojí kaštel ze  počátku 17. století. Podle dendrologických výzkumů byly stromy smýceny v roce 1657. Do klasicistní podoby byl upraven v polovině 19. století, další úpravy byly provedeny v roce 1945 a 2008. Kaštel má dvoutraktovou dispozici, obdélníkový půdorys, je jednopatrový a podsklepený. Po přestavbách se z něj dochovala pouze část s kruhovými věžemi v severozápadním křídle.

### Kostel svatého Martina
V centru obce se zachoval původně románský kostel svatého Martina z druhé poloviny 13. století, později renesančně přestavěn. V roce 1805 byl opraven. Kostel je jednolodní stavba na půdorysu obdélníku s kruhovým závěrem, se sakristií na severní straně a hranolovou věží s opěrami v západním průčelí. V podkroví lodě byly objeveny gotické nástěnné malby. Kostel náleží pod římskokatolickou farnost v Rožkovanech.